# Eupsilia unicolor
Eupsilia unicolor là một loài bướm đêm trong họ Noctuidae.